# Xanthagrion
Xanthagrion là một chi chuồn chuồn kim trong họ Coenagrionidae.

## Các loài
Xanthagrion omvat 1 soort:
- Xanthagrion erythroneurum Selys, 1876